# Tabanus mendossai
Tabanus mendossai är en tvåvingeart som beskrevs av Dias 1992. Tabanus mendossai ingår i släktet Tabanus och familjen bromsar.
Artens utbredningsområde är Portugal. Inga underarter finns listade i Catalogue of Life.